# Krisztina Lőrincz
Dans le nom hongrois Lőrincz Krisztina, le nom de famille précède le prénom, mais cet article utilise l’ordre habituel en français Krisztina Lőrincz, où le prénom précède le nom.
Krisztina Lőrincz, née le 14 février 1981 à Kiskunfélegyháza, est une athlète handisport hongroise.

## Carrière sportive
Krisztina Lőrincz nait le 14 février 1981 à Kiskunfélegyháza en Hongrie. Elle est blessée en 2005 dans un accident de voiture dans lequel elle se fracture la moelle épinière. Elle se tourne en 2010 vers la pratique handisport.
Elle participe avec la délégation hongroise aux Jeux paralympiques d'été de Rio 2016 et aux Jeux paralympiques d'hiver de Pyeongchang 2018 en prenant respectivement part aux épreuves d'aviron et de biathlon.
Toujours dans des disciplines handisports, elle participe aux Championnats du monde d'aviron, de ski alpin et de ski de fond à diverses reprises.
Elle n'est pour l'heure détentrice d'aucune médaille dans ces compétitions internationales.